# Copa de Francia de Ciclismo 2011
La Copa de Francia de Ciclismo de 2011 fue la 20.ª edición de la competición. Comenzó el 30 de enero con el G. P. Ouverture la Marsellesa y finalizó el 2 de octubre con la celebración del Tour de Vendée.
Formaron parte de la competición quince pruebas y al final de ellas el ganador fue Tony Gallopin del equipo Cofidis, le Crédit en Ligne. Además Gallopin venció también en la clasificación de los jóvenes, mientras que por equipos ganó el FDJ.

## Resultados
| Fecha            | Carrera                             | Ganador              | Equipo del ganador          | Líder de la clasificación individual | Líder de la clasificación por equipos |
| 30 de enero      | Gran Premio Ouverture la Marsellesa | Jérémy Roy           | FDJ                         | Jérémy Roy                           | FDJ                                   |
| 20 de marzo      | Gran Premio Cholet-Pays de Loire    | Thomas Voeckler      | Europcar                    | Thomas Voeckler Jérémy Roy           | FDJ                                   |
| 3 de abril       | Flèche d’Emeraude                   | Tony Gallopin        | Cofidis, le Crédit en Ligne | Tony Gallopin                        | Cofidis, le Crédit en Ligne           |
| 12 de abril      | París-Camembert                     | Sandy Casar          | FDJ                         | Tony Gallopin                        | FDJ                                   |
| 14 de abril      | Grand Prix de Denain                | Jimmy Casper         | Saur-Sojasun                | Tony Gallopin                        | FDJ                                   |
| 16 de abril      | Tour de Finisterre                  | Romain Feillu        | Vacansoleil-DCM             | Romain Feillu                        | FDJ                                   |
| 17 de abril      | Tro Bro Leon                        | Vincent Jérôme       | Europcar                    | Romain Feillu                        | FDJ                                   |
| 28 de mayo       | Gran Premio de Plumelec-Morbihan    | Sylvain Georges      | BigMat-Auber 93             | Romain Feillu                        | FDJ                                   |
| 29 de mayo       | Boucles de l'Aulne                  | Martijn Keizer       | Vacansoleil-DCM             | Romain Feillu                        | FDJ                                   |
| 31 de julio      | Polynormande                        | Anthony Delaplace    | Saur-Sojasun                | Tony Gallopin                        | FDJ                                   |
| 21 de agosto     | Châteauroux Classic de l'Indre      | Anthony Ravard       | Ag2r La Mondiale            | Tony Gallopin                        | FDJ                                   |
| 4 de septiembre  | Tour du Doubs                       | Arthur Vichot        | FDJ                         | Tony Gallopin                        | FDJ                                   |
| 18 de septiembre | Gran Premio de Isbergues            | Jonas Aaen Jørgensen | Saxo Bank Sungard           | Tony Gallopin                        | FDJ                                   |
| 2 de octubre     | Tour de Vendée                      | Marco Marcato        | Vacansoleil-DCM             | Tony Gallopin                        | FDJ                                   |

## Clasificaciones

### Individual
| Posición | Ciclista          | Equipo                      | Puntos |
| -------- | ----------------- | --------------------------- | ------ |
| 1        | Tony Gallopin     | Cofidis, le Crédit en Ligne | 139    |
| 2        | Romain Feillu     | Vacansoleil-DCM             | 124    |
| 3        | Sylvain Georges   | BigMat-Auber 93             | 93     |
| 4        | Anthony Delaplace | Saur-Sojasun                | 90     |
| 5        | Romain Hardy      | Bretagne-Schuller           | 90     |
| 6        | Sandy Casar       | FDJ                         | 75     |
| 7        | Thomas Voeckler   | Europcar                    | 70     |
| 8        | Arthur Vichot     | FDJ                         | 68     |
| 9        | Anthony Ravard    | Ag2r La Mondiale            | 65     |
| 10       | Julien El Fares   | Cofidis, le Crédit en Ligne | 61     |

### Jóvenes
| Posición | Ciclista          | Equipo                      | Puntos |
| -------- | ----------------- | --------------------------- | ------ |
| 1        | Tony Gallopin     | Cofidis, le Crédit en Ligne | 139    |
| 2        | Anthony Delaplace | Saur-Sojasun                | 90     |
| 3        | Romain Hardy      | Bretagne-Schuller           | 90     |

### Equipos
| Posición | Equipo                      | Puntos |
| -------- | --------------------------- | ------ |
| 1        | FDJ                         | 114    |
| 2        | Saur-Sojasun                | 104    |
| 3        | Bretagne-Schuller           | 104    |
| 4        | Europcar                    | 101    |
| 5        | Cofidis, le Crédit en Ligne | 81     |

| 6 | BigMat-Auber 93         | 78 |
| 7 | Ag2r La Mondiale        | 68 |
| 8 | Roubaix Lille Metropole | 54 |